# Symplocos angulata
Symplocos angulata är en tvåhjärtbladig växtart som beskrevs av August Brand. Symplocos angulata ingår i släktet Symplocos och familjen Symplocaceae. Inga underarter finns listade i Catalogue of Life.